# Gdyel
Gdyel là một đô thị thuộc tỉnh Oran, Algérie. Dân số thời điểm năm 2002 là 29.999 người.